# Colibrí roig de Veneçuela
El colibrí roig de Veneçuela o colibrí roig veneçolà (Campylopterus hyperythrus) és una espècie d'ocell de la família dels troquílids (Trochilidae) que habita zones humides i boscos clars del sud de Veneçuela i adjacent nord-oest del Brasil.